# Palazzo Fioravanti
Palazzo Fioravanti è un edificio di Firenze, situato in via Pietrapiana 32, con affaccio anche in via di Mezzo 19. 

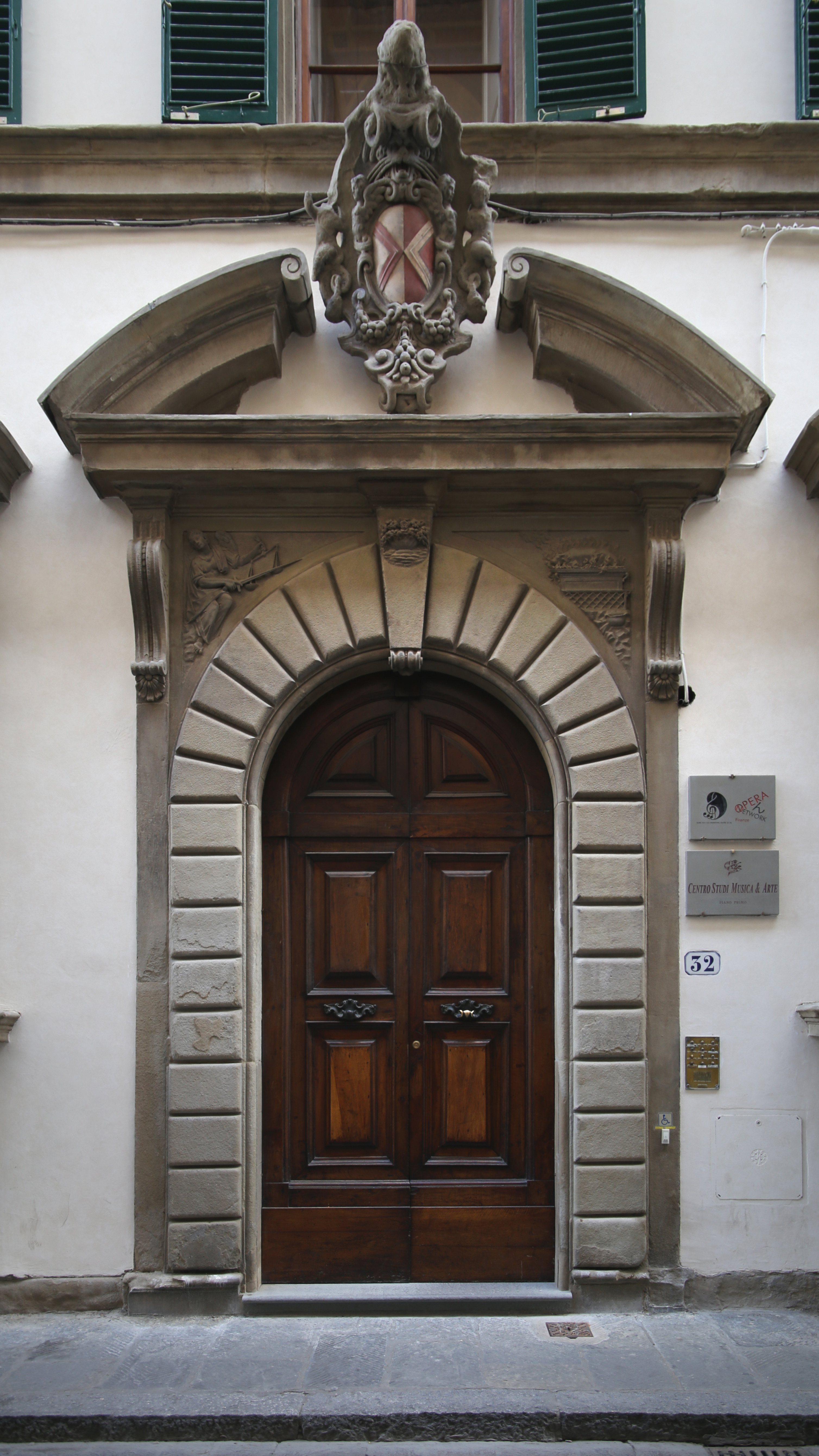
Portale

## Storia
L'edificio si presenta sulla via con un fronte organizzato su cinque assi e sviluppato per tre piani: il grande giardino di pertinenza si affaccia su via di Mezzo. Già proprietà della famiglia Fioravanti, appartenne nell'Ottocento alla famiglia russa Elaguine, che lo cedette, nel 1909, all'avvocato Basetti Sani, il quale lo fece restaurare dall'architetto Orlando Orlandini e dallo scultore Odoardo Fortini. Dallo studio legale che qui aveva sede uscirono giuristi e avvocati di fama, come Piero Calamandrei ed Enrico Poggi. Ritrovo dei "cattolici d'Italia", in questo periodo il palazzo fu frequentato tra gli altri da don Orione e Lorenzo Perosi. 
Nel 1932 la proprietà passò ai Giani che intervennero con nuovi restauri all'esterno come negli interni. Nuovi importanti restauri furono condotti negli anni immediatamente successivi all'alluvione del 1966. 
Il palazzo appare (come palazzo Fieravanti) nell'elenco redatto nel 1901 dalla Direzione Generale delle Antichità e Belle Arti, quale edificio monumentale da considerare patrimonio artistico nazionale.

## Descrizione
Attribuito a Bartolomeo Ammannati (da altri a Bernardo Buontalenti), è comunque un notevole esempio di architettura tardo manierista, nel quale, in modo originale e raffinato, tornano in effetti elementi propri dei due architetti: il portone, in particolare, ricorda quello di palazzo Pazzi dell'Accademia Colombaria in Borgo Albizi 28, e del palazzo Gerini di via Ricasoli. 
Al pianterreno sono quattro finestre inginocchiate, anche queste con mensole, mentre quelle del primo e del secondo piano sono disegnate sulla fascia marcapiano con eleganti sagomature. La gronda, vistosamente aggettante, posa su un robusto bottaccio. Decisamente di disegno ricercato il portone prima ricordato, con timpano spezzato, sorretto da eleganti mensole, in mezzo al quale è l'ornatissimo scudo con l'arme dei Fioravanti del gonfalone Lion nero di Santa Croce (partito d'argento e di rosso, a due scaglioni coricati e appuntati dell'uno nell'altro). Sulla chiave si propone un cesto di fiori nuovamente con allusione alla famiglia, mentre nei due triangoli mistilinei sono due bassorilievi, quello a sinistra interpretabile come Allegoria della Giustizia, l'altro di difficile interpretazione, raffigurante un bue arrostito sulla graticola (visto il contesto, potrebbe riferirsi al vitello grasso della parabola del figliol prodigo). Negli interni, al piano nobile, sono alcuni ambienti affrescati.